# Національний меморіальний зал павших ізраїльтян

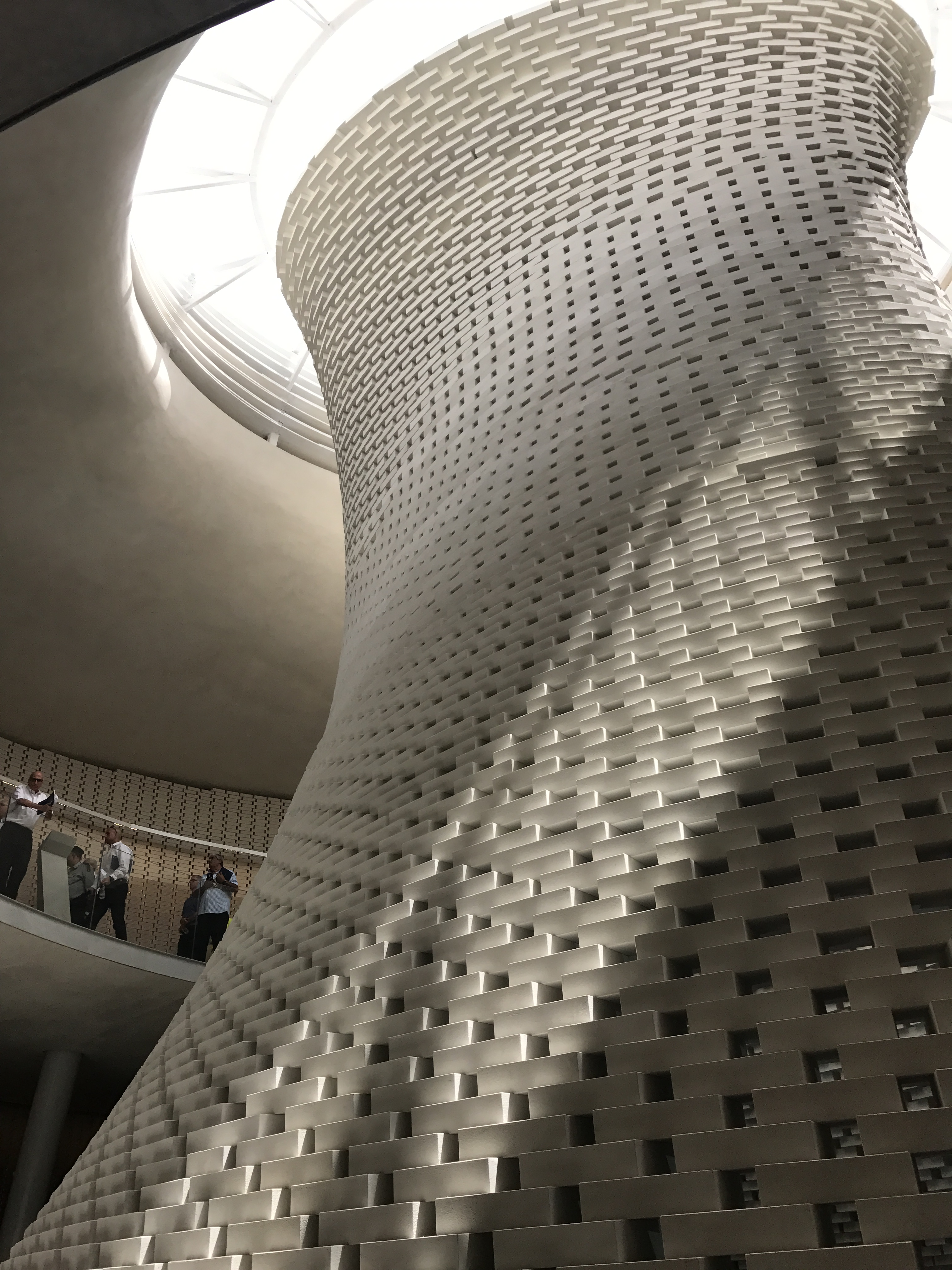
Меморіал невідомого солдата

Національний меморіальний зал павших ізраїльтян (івр. היכל הזיכרון הממלכתי לחללי מערכות ישראל = англ. National Memorial Hall For Israel's Fallen) на горі Герцля в Єрусалимі є ініціативою міністерства оборони Ізраїлю в ознаменування всіх воєнних жертв ізраїльських військових та єврейських вояків з 1860 року до сьогодні. Пропозиція про будівництво залу була оголошена міністром оборони Ехудом Бараком у 2010 році.

## Меморіал невідомого солдата
У центрі залу є вічний вогонь, присвячений невідомому солдату Ізраїля.

## Галерея

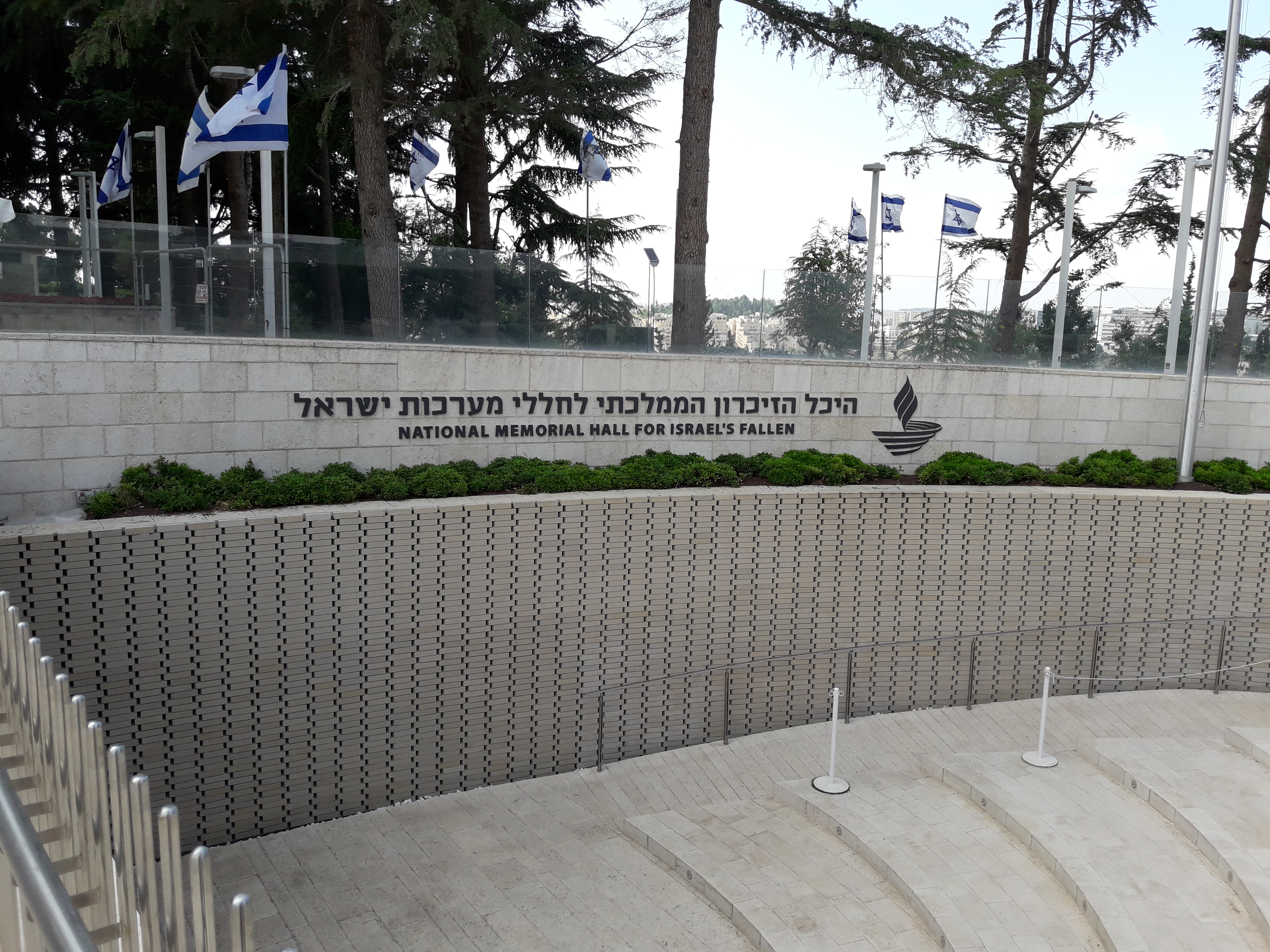
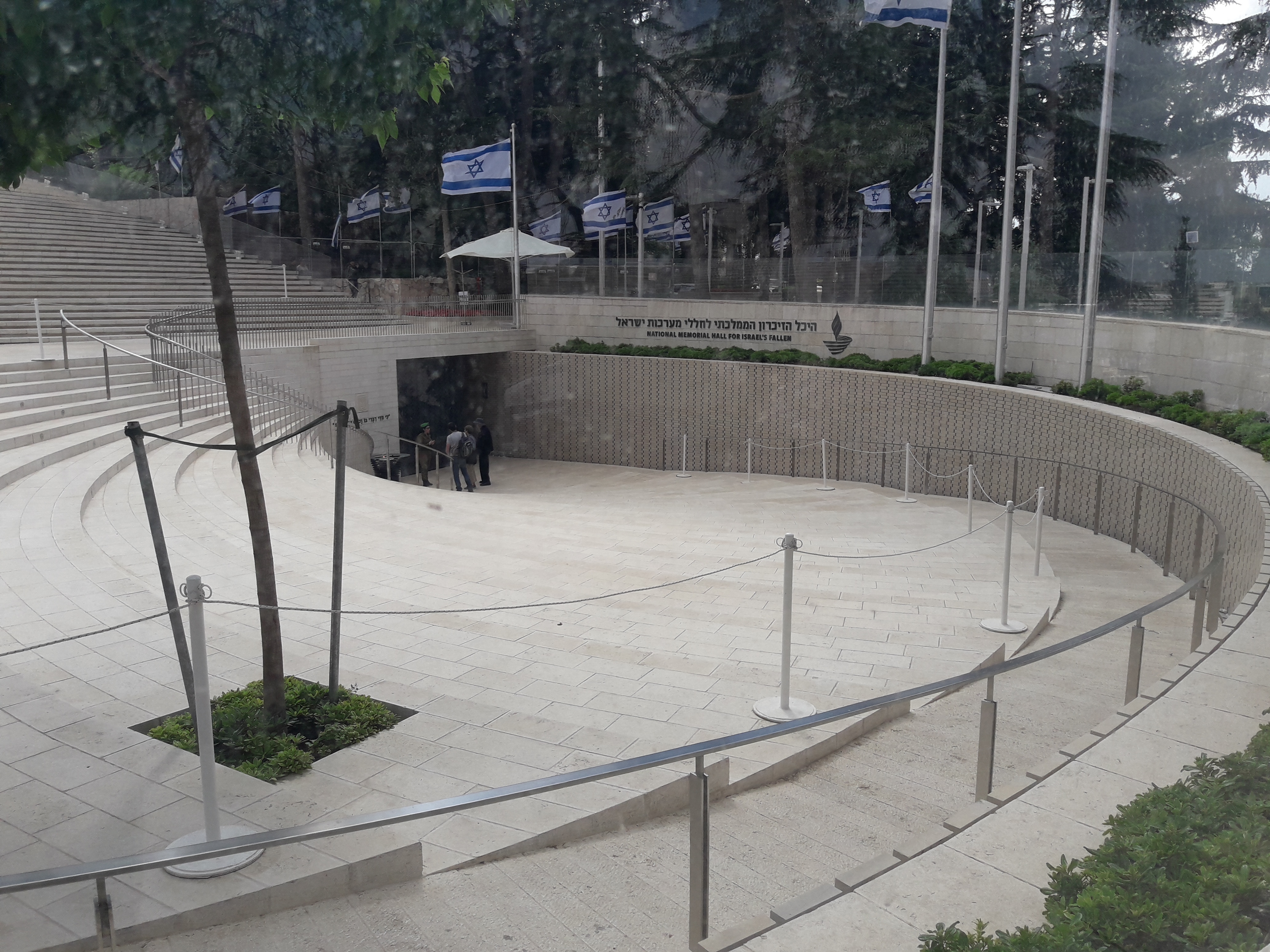
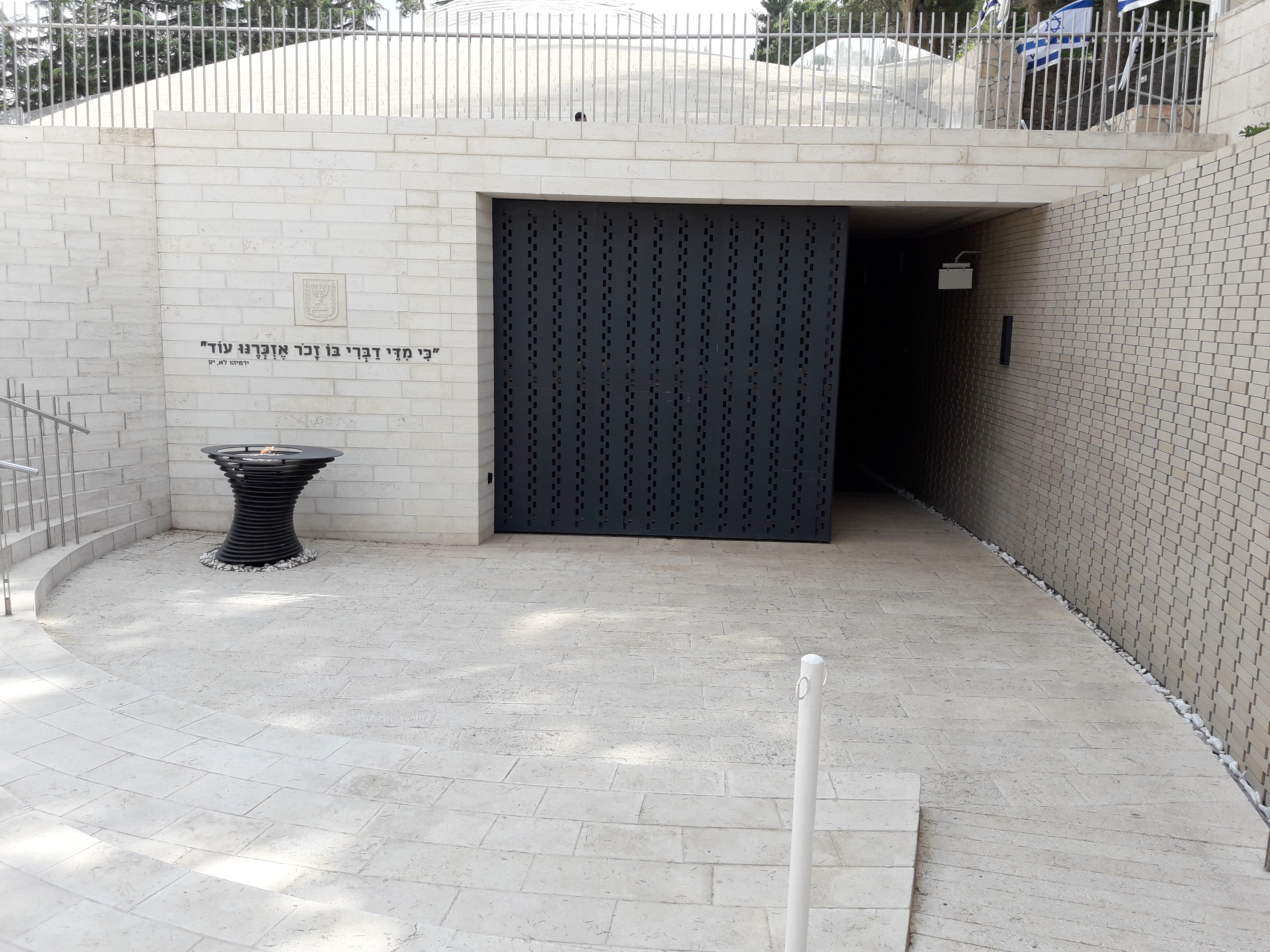
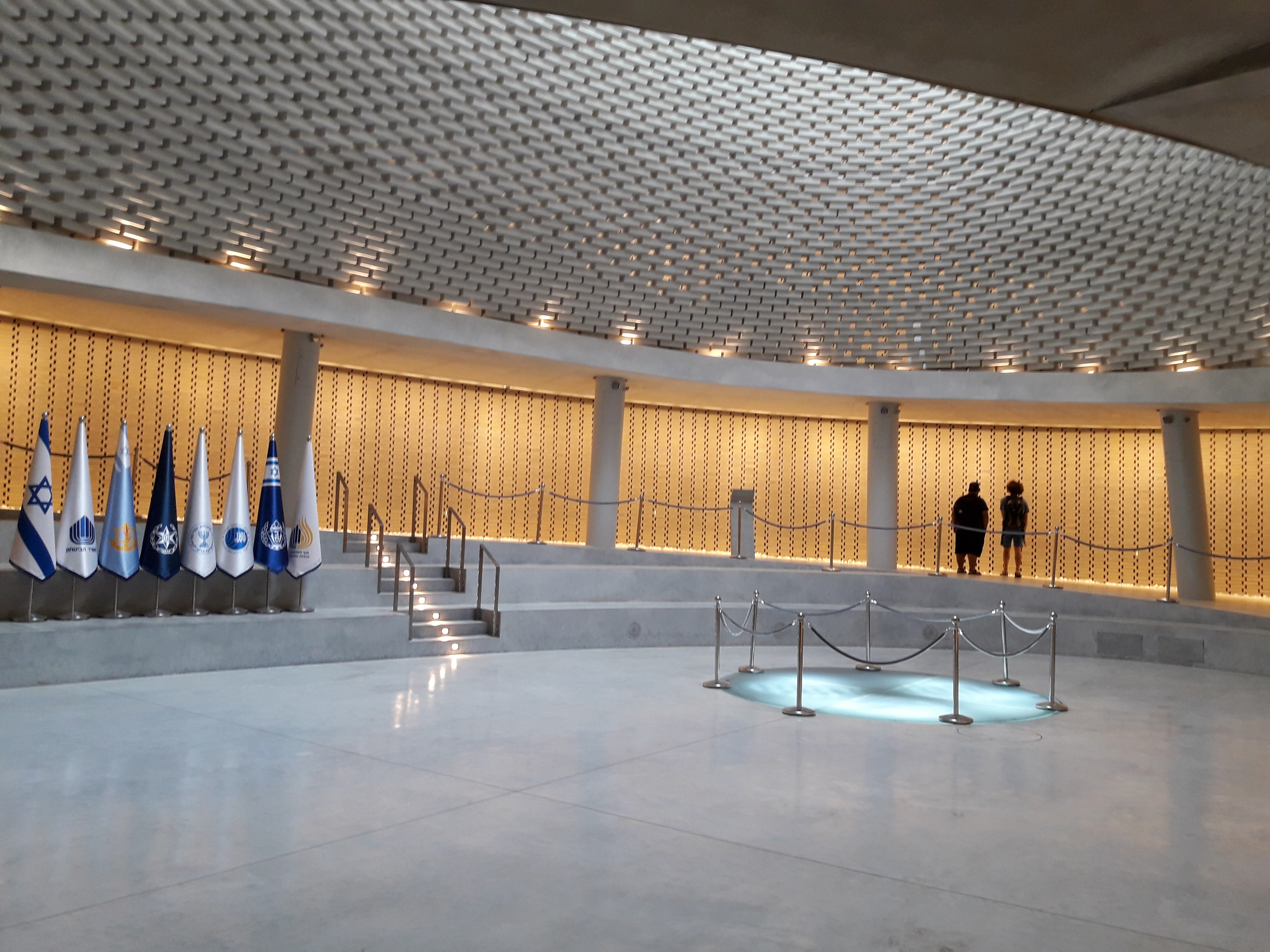
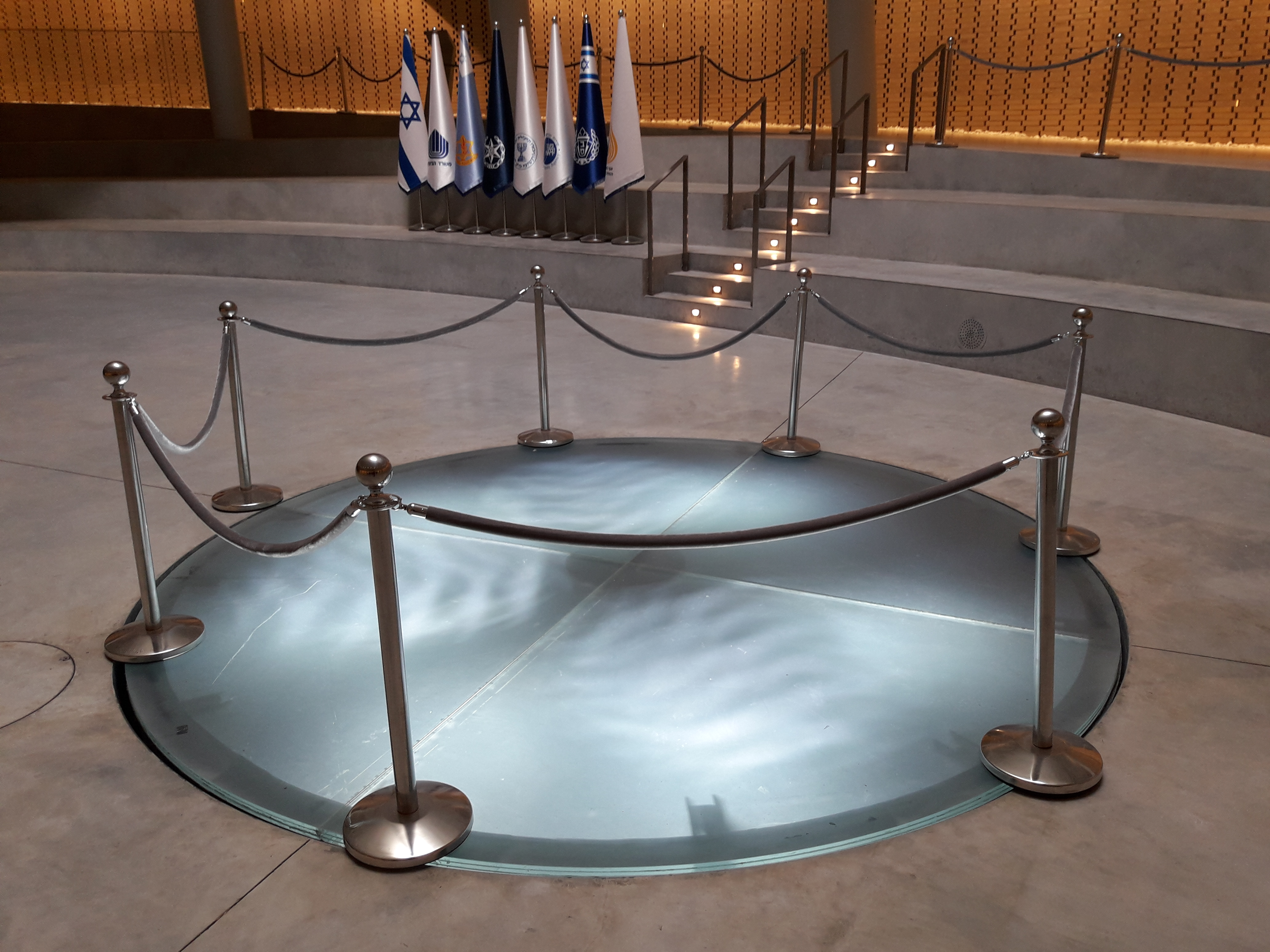
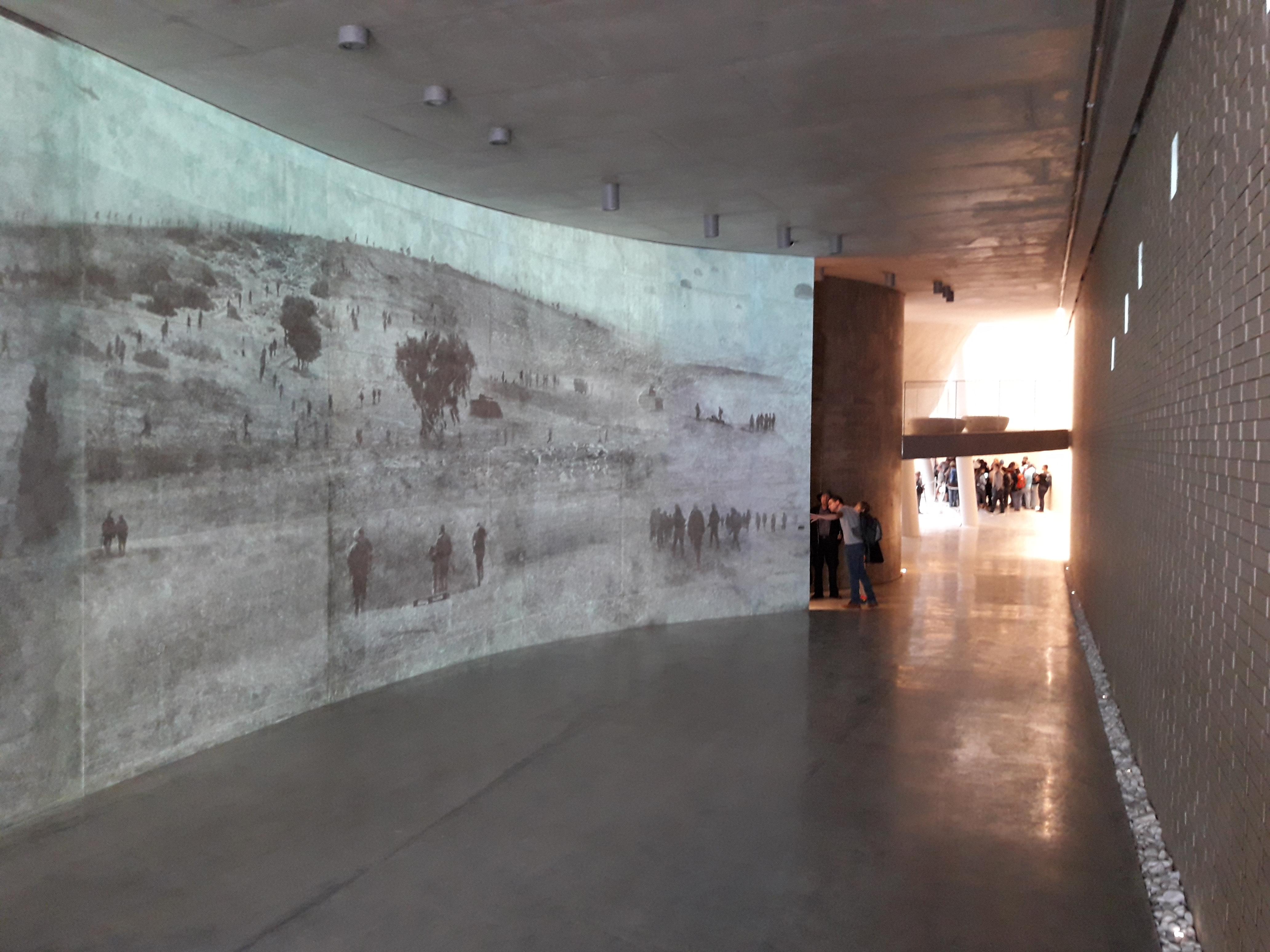
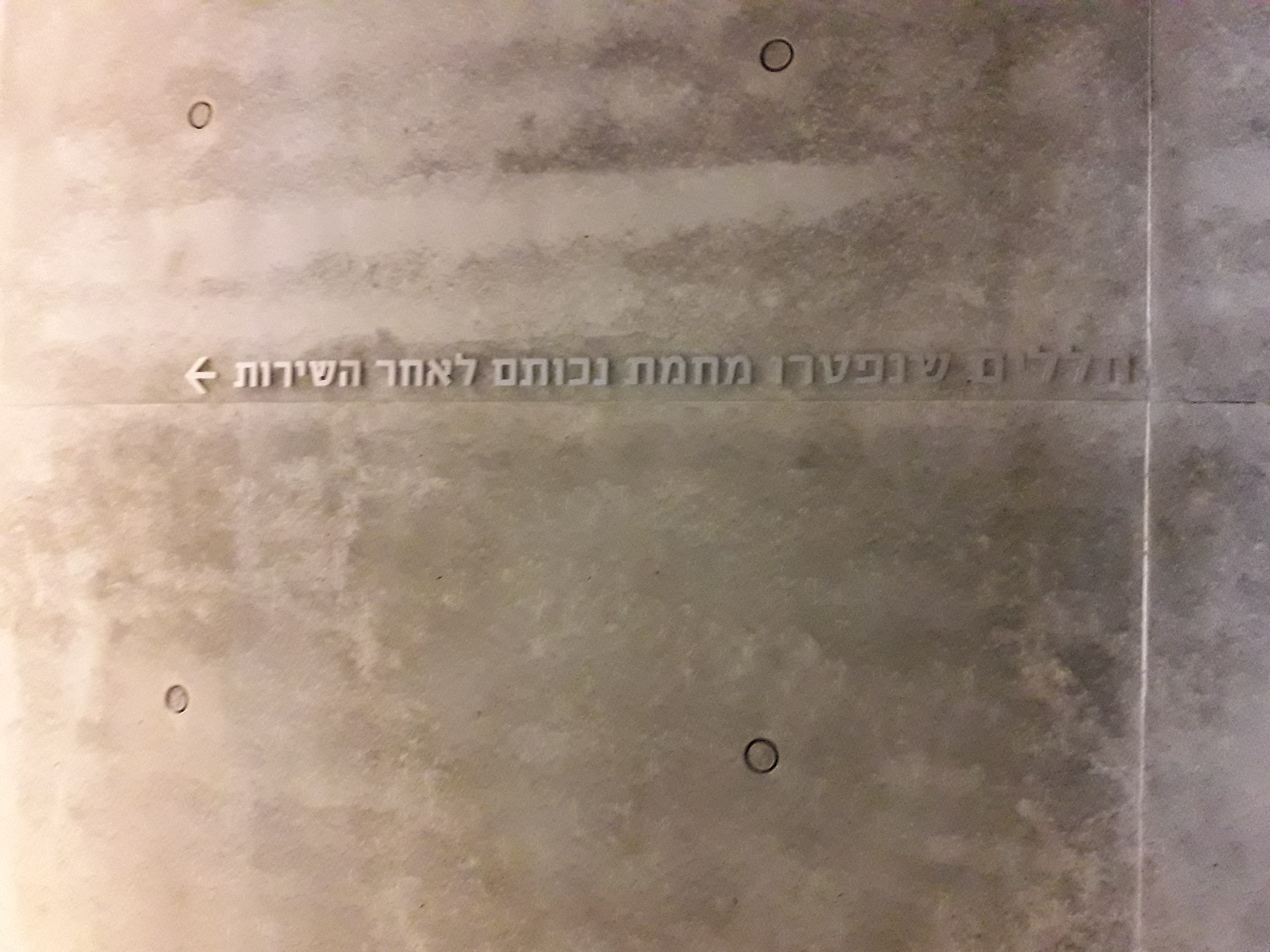
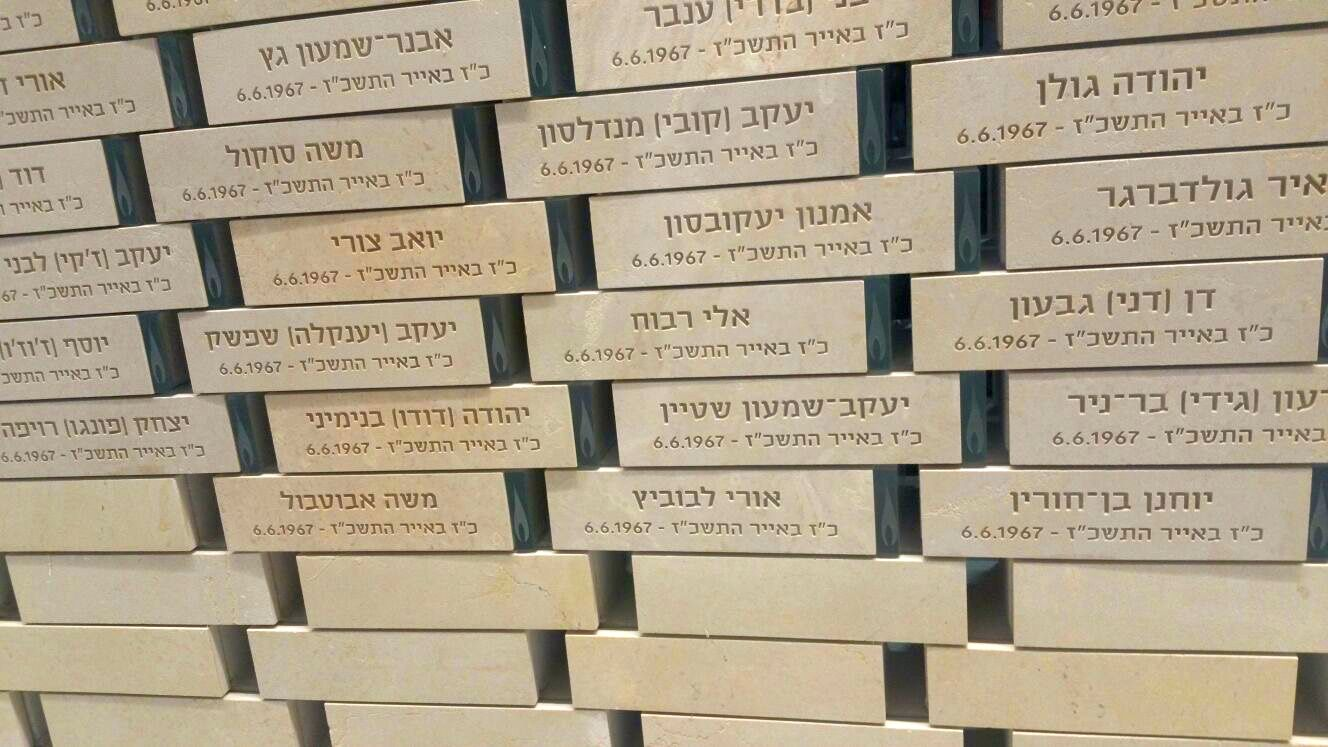
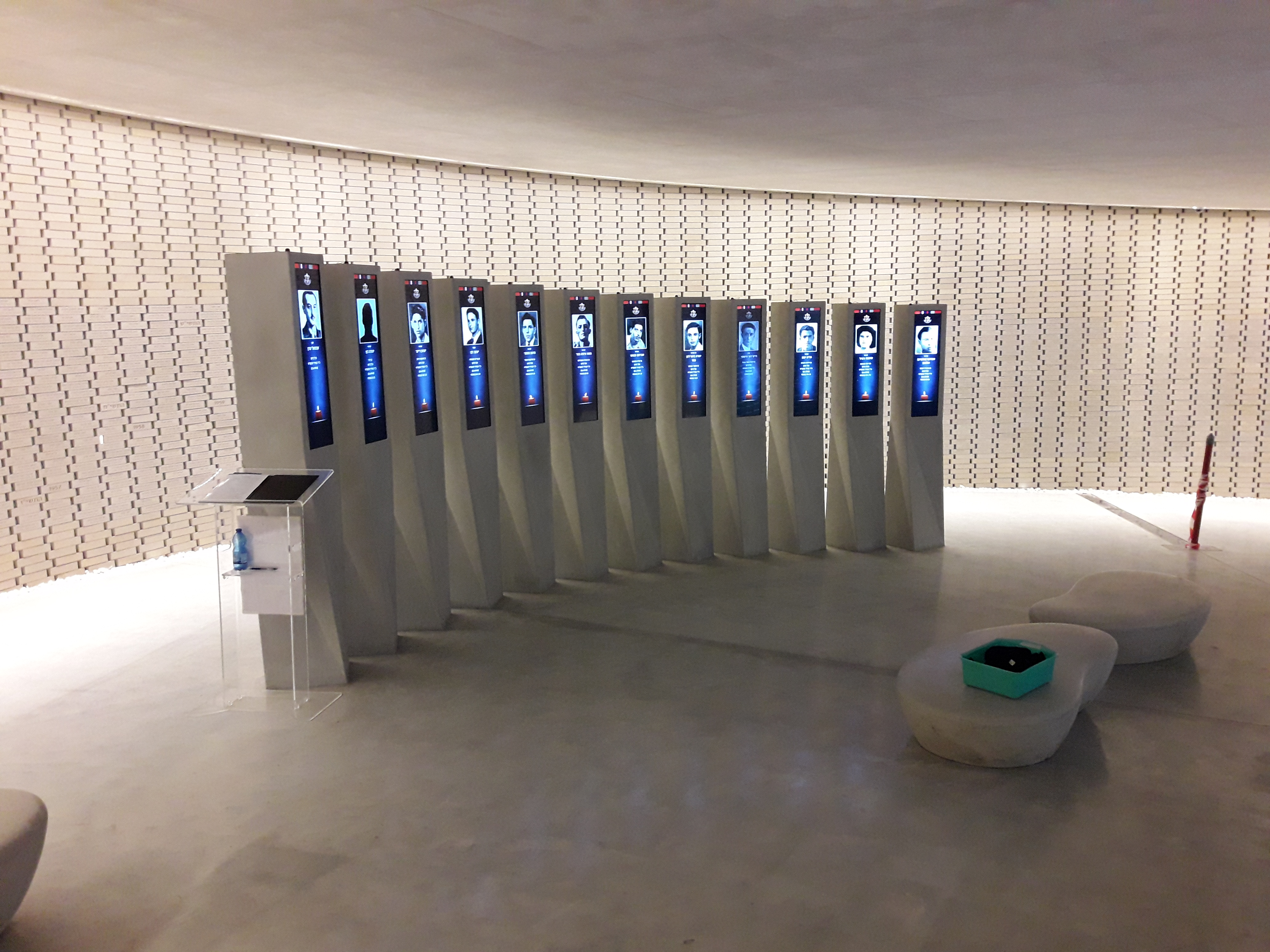